# Aulad as-Sa’id
Aulad as-Sa’id (arab. أولاد السعيد, fr. Ouled Saïd) – miasto w Algierii, w prowincji Adrar.